# Звезда на Барнард
Звездата на Барнард е червено джудже на около 6 светлинни години от Земята в съзвездието Змиеносец. Това е четвъртата най-близка звезда до Слънцето. Масата на звездата е около 14% от тази на Слънцето. Въпреки относителната си близост, звездата има бледа видима величина от +9,5 и е невидима с невъоръжено око. Тя е много по-ярка в инфрачервения диапазон, отколкото във видимия.
Звездата носи името на американския астроном Едуард Емерсън Барнард. Той не е първооткривателят на звездата, но през 1916 г. измерва собственото ѝ движение – 10,3 арксекунди за година спрямо Слънцето, което е най-голямото познато собствено движение за коя да е звезда.
Звездата на Барнард е сред най-изследваните червени джуджета, поради близостта ѝ и благоприятното ѝ местоположение за наблюдения – близо до небесния екватор. В исторически план, изследванията на звездата са фокусирани върху измерването на звездните ѝ характеристики, астрометрията ѝ и определянето на ограниченията ѝ за евентуални екзопланети. Въпреки че звездата е древна, тя все още претърпява събития на рязко покачване на яркостта, като последните от тях е от 1998 г.
През ноември 2018 г. е намерен планетарен спътник около звездата на Барнард, който е по-голям от Земята. Има маса поне 3,2 M⊕ и орбита от 0,4 AU.

## Описание
Звездата на Барнард е червено джудже от бледия спектрален клас M4 и не може да се наблюдава без помощта на телескоп. Видимата ѝ звездна величина е 9,5. Бидейки на възраст между 7 и 12 милиарда години, тя е значително по-стара от Слънцето и вероятно е сред най-старите звезди в Млечния път. Звездата на Барнард е загубила голяма част от ротационната си енергия, а периодичните промени в яркостта ѝ сочат, че прави един оборот на 130 дни. Имайки предвид възрастта ѝ, астрономите дълго смятат звездата за латентна по отношение на активността ѝ. Въпреки това, през 1998 г. е наблюдавано рязко покачване на яркостта ѝ. През 2003 г. звездата показва първата осезаема промяна на радиалната си скорост вследствие движението си. По-нататъшната променливост в радиалната ѝ скорост се приписва на звездната ѝ активност.
Собственото движение на звездата съответства на относителна странична скорост от 90 km/s. Дъгата от 10,3 секунди, която изминава ежегодно, се равнява на четвърт градус за един човешки живот или приблизително половината от ъгловия диаметър на пълната Луна. Най-близката звезда до звездата на Барнард е червеното джудже Рос 154 на 5,41 светлинни години.
Радиалната скорост на звездата на Барнард към Слънцето се измерва спрямо нейното синьо отместване и е около −110 km/s. Заедно с нейното собствено движение се получава космическа скорост (действителна скорост спрямо Слънцето) от −142,6 ± 0,2 km/s. Звездата ще се намира най-близо до слънцето към 11 800 г., когато тя ще се намира на 3,75 светлинни години. По това време, обаче, тя няма да е най-близката звезда до Слънцето, тъй като Проксима Кентавър също ще се е приближила. Освен това, звездата на Барнард все още ще е твърде бледа, за да бъде видяна с невъоръжено око, тъй като видимата ѝ величина ще е нараснала само до 8,5.
Масата на звездата на Барнард е около 0,14 слънчеви маси, а радиусът ѝ е 15 – 20% от този на Слънцето. Въпреки че е има 150 пъти по-голяма маса от Юпитер, нейният радиус е едва 1,5 – 2 пъти по-голям, поради високата ѝ плътност. Ефективната ѝ температура е 3100 келвина, а светимостта ѝ е 0,0004 пъти тази на Слънцето. Тя е толкова бледа, че ако се намираше на същото разстояние от Земята като Слънцето, тя би изглеждала само 100 пъти по-ярка от пълната Луна, което е сравнимо със Слънцето на разстояние от 80 астрономически единици.
Звездата на Барнард има 10 – 32% металичността на Слънцето. Металичността е пропорцията от звездната маса на елементите по-тежки от хелий спомага за класифицирането на звездите спрямо галактичната популация. Звездата на Барнард е типично червено джудже от популация II, включваща бедни на метали звезди. Все пак, тя има по-висока металичност от обичайното.
През ноември 2018 г. международен екип от астрономи обявява засичането на потенциална планета суперземя в относително близка орбита около звездата на Барнард. Изследванията на екипа провеждат изследвания в продължение на две десетилетия, като наблюденията им предоставят здрави доказателства за съществуването на планетата. Тя се върти в орбита на 0,4 астрономически единици, правейки един оборот на 233 дни, и има предполагаема маса от 3,2 земни маси. Планетата най-вероятно е мразовита, с повърхностната температура около -170 °C и лежи отвъд предполагаемата обитаема зона на звездата на Барнард.